# Kazipur
Kazipur är ett underdistrikt i Bangladesh. Det ligger i den centrala delen av landet, 130 km nordväst om huvudstaden Dhaka.
Trakten runt Kazipur består till största delen av jordbruksmark. Runt Kazipur är det tätbefolkat, med 913 invånare per kvadratkilometer.